# 双見山又五郎
双見山 一夫（ふたみやま かずお、1915年8月4日 - 1974年3月5日）は、大分県佐伯市（津久見市とする文献もあり）出身（生まれは愛媛県西宇和郡三崎町（現・伊方町））で立浪部屋に所属した元大相撲力士。本名は大星 一夫。現役時代の体格は身長171cm、体重118kg。最高位は東前頭筆頭。得意手は左四つ、寄り。

## 来歴
1937年1月場所、本名の大星の四股名で幕下付出とされて初土俵を踏んだ。天竜三郎らが率いた関西角力協会に入門していたための措置だったが負け越したため、当時の協会内規で翌5月場所は序二段に降格されてしまった。
初土俵から3年後の1940年1月場所に新十両、1941年1月場所に13勝2敗で十両優勝、翌5月場所双見山又五郎の名（1943年1月から下の名を本名の一夫に改名）で入幕を果たした。この場所、番付は前場所で大勝ちしたために西前頭11枚目まで上がり、2日目に早くも横綱・男女ノ川に当てられたが押し切りで破り、新入幕力士が金星を挙げるという空前の快挙を成し遂げた。新入幕力士の金星はその後1973年9月場所の大錦まで現れなかった。
その後は三役への昇進経験こそなかったものの主に幕内上位にあり、立合いからの鋭い出足と左四つに組んでの寄りで活躍した。四股名は部屋の大横綱で同じ大分出身の双葉山に因んだもので、体型が似ていたことから「16ミリ双葉」の愛称があった。双葉山も同郷（角界用語で「クニモン」）ということで稽古場でよく可愛がっていた。新入幕の場所だけだったが双葉山の横綱土俵入りの露払いを務めたこともある。
1947年6月場所限りで引退、年寄・錦戸を襲名したが、横綱・東富士の引退に伴い1954年9月場所限りで角界を去り、その後は都内でキャバレーや料理店などを経営した。墓所は墨田区立川にある新義真言宗・弥勒寺の旧子院墓地。

## 主な成績
- 通算成績：116勝103敗23休 勝率.530
- 幕内成績：60勝69敗21休 勝率.465
- 現役在位：21場所
- 幕内在位：12場所
- 金星：2個（男女ノ川1個、照國1個）
- 各段優勝
  - 十両優勝：1回（1941年1月場所）

### 場所別成績
| 1937年 （昭和12年） | 西幕下付出30枚目 2–7–2 | 東序二段2枚目 5–2       | x                 |
| 1938年 （昭和13年） | 西三段目11枚目 6–1     | 東幕下20枚目 3–4        | x                 |
| 1939年 （昭和14年） | 東幕下25枚目 4–3       | 西幕下9枚目 5–3         | x                 |
| 1940年 （昭和15年） | 東十両12枚目 10–5      | 東十両6枚目 9–6         | x                 |
| 1941年 （昭和16年） | 東十両2枚目 優勝 13–2  | 西前頭11枚目 8–7 ★      | x                 |
| 1942年 （昭和17年） | 東前頭4枚目 2–6–7      | 東前頭14枚目 8–7        | x                 |
| 1943年 （昭和18年） | 西前頭7枚目 6–9        | 東前頭6枚目 8–7 ★       | x                 |
| 1944年 （昭和19年） | 西前頭2枚目 8–7        | 東前頭筆頭 4–6          | 東前頭5枚目 3–5–2 |
| 1945年 （昭和20年） | x                      | 西前頭4枚目 2–3–2       | 西前頭11枚目 8–2  |
| 1946年 （昭和21年） | x                      | x                       | 西前頭筆頭 3–10   |
| 1947年 （昭和22年） | x                      | 東前頭6枚目 引退 0–0–10 | x                 |
| 各欄の数字は、「勝ち-負け-休場」を示す。 優勝 引退 休場 十両 幕下 三賞：敢=敢闘賞、殊=殊勲賞、技=技能賞 その他：★=金星 番付階級：幕内 - 十両 - 幕下 - 三段目 - 序二段 - 序ノ口 幕内序列：横綱 - 大関 - 関脇 - 小結 - 前頭（「#数字」は各位内の序列） |                        |                         |                   |

### 幕内対戦成績
| 力士名   | 勝数 | 負数 | 力士名   | 勝数 | 負数 | 力士名   | 勝数 | 負数 | 力士名   | 勝数 | 負数 |
| -------- | ---- | ---- | -------- | ---- | ---- | -------- | ---- | ---- | -------- | ---- | ---- |
| 安藝ノ海 | 0    | 3    | 東冨士   | 0    | 2    | 綾昇     | 1(1) | 1    | 綾若     | 1    | 1    |
| 五ツ海   | 0    | 2    | 五ツ嶋   | 1    | 0    | 大ノ森   | 2    | 1    | 笠置山   | 0    | 6    |
| 鹿嶋洋   | 1    | 1    | 九州山   | 1    | 1    | 清美川   | 2    | 0    | 九ヶ錦   | 1    | 0    |
| 相模川   | 2    | 7    | 櫻錦     | 4    | 1    | 汐ノ海   | 0    | 3    | 四海波   | 1    | 1    |
| 鯱ノ里   | 2    | 0    | 信州山   | 1    | 1    | 神東山   | 2    | 1    | 駿河海   | 2(1) | 0    |
| 武ノ里   | 0    | 2    | 千代ノ山 | 0    | 2    | 照國     | 2(1) | 3    | 出羽湊   | 3    | 1    |
| 十三錦   | 0    | 1    | 豊嶋     | 2    | 3    | 肥州山   | 3    | 2    | 備州山   | 2(1) | 1    |
| 広瀬川   | 1    | 0    | 藤ノ里   | 3    | 0    | 二瀬川   | 1    | 2    | 前田山   | 0    | 3    |
| 増位山   | 5    | 2    | 松ノ里   | 1    | 1    | 男女ノ川 | 1    | 0    | 陸奥ノ里 | 2    | 1    |
| 八方山   | 3    | 2    | 倭岩     | 1    | 2    | 大和錦   | 2    | 2    | 龍王山   | 2    | 0    |
| 両國     | 1    | 2    | 若瀬川   | 1    | 5    |          |      |      |          |      |      |

## 注
1. ↑  大相撲人物大事典による
2. 1 2 3 4 5  ベースボールマガジン社『大相撲名門列伝シリーズ(4) 立浪部屋』p25
3. ↑  1936年1月の関西番付に「愛媛 伊豫ノ海一夫」のしこ名で載っているのが彼だといわれているが、その場所限りで名前は消えている。
4. ↑  盲腸炎により初日から休場、8日目から出場